# It's Christmas in Canada
It's Christmas in Canada is aflevering 111 (#715) van de animatieserie South Park. In Amerika werd de aflevering voor het eerst uitgezonden op 17 december 2003.

## Verhaal
Tijdens het chanoekafeest bij de familie Broflovski komen de biologische ouders van Kyles kleine broertje Ike hem terughalen naar Canada, op basis van een nieuwe wet uitgevaardigd door de minister-president van Canada. Natuurlijk protesteren de Broflovski's, maar de rechtbank van South Park kan de Canadese wet niet nietig verklaren en is genoodzaakt de biologische ouders in het gelijk te stellen. De volgende dag wordt Ike door zijn ouders meegenomen naar Canada.
Na enkele weken zijn de ouders van Kyle nog steeds door verdriet verscheurd en Kyle besluit hulp te gaan zoeken bij zijn vrienden, maar deze geven geen gehoor. Wanneer de dorpelingen besluiten al hun geld bestemd voor kerstaankopen te doneren aan de familie Broflovski om een hoger beroep te kunnen betalen, zien Cartman, Stan en Kenny hun hoop op mooie cadeaus vervliegen en besluiten ze toch te helpen.
De jongens vliegen naar Canada met City Airlines, een luchtvaartmaatschappij uitgebaat door City Wok-eigenaar Tuong Lu Kim. In eerste instantie twijfelen Cartman en Kenny over de Cessna waarin ze moeten vliegen, maar Stan weet hen over te halen. Helaas stort de Cessna toch neer ten gevolge van een tekort aan brandstof en het in slaap vallen van Kim. De Chinees weet net op tijd uit het vliegtuig te ontsnappen met een parachute en gelukkig komen de jongens ongeschonden uit de vliegtuigcrash.
Ze worden verwelkomd door een aantal Canadezen, waar ook de kwaadaardige Scott, tussen zit. Hij haat Amerikanen en zweert dat hij probeert te voorkomen dat de jongens met de premier, die in Ottawa zetelt, te spreken komen. Om in Ottawa te komen, moeten de jongens de 'enige weg' van Canada volgen.
Op hun reis worden de jongens vergezeld door een aantal personen die de premier ook wel willen spreken, omdat zijn nieuwe wetten hen hebben benadeeld. Allereerst komen ze de Mountie Rick tegen , die tegenwoordig op een schaap in plaats van een paard moet rijden. In Franstalig Canada voegt zich een mimespeler bij de groep, omdat het de Frans-Canadezen is verboden wijn te drinken. Ten slotte ontmoeten ze de Newfoundlander Steve, die geen sodomie meer mag bedrijven van de premier. Dan blijkt dat de groep de verkeerde kant op gaat, en het lijkt steeds moeilijker op tijd bij de premier te komen. Gelukkig komen ze met de boot van Steve op tijd in Ottawa aan.
In eerste instantie worden de jongens geweigerd door de bewaker van het parlementsgebouw, maar als ze beginnen te huilen, worden ze toch binnen gelaten. Kyle probeert de nieuwe premier - een gigantisch zwevend hoofd als hologram - te overtuigen, maar dit mislukt. Dan blijkt de premier een dictator en wanneer Stan een gordijn wegtrekt blijkt achter de premier Saddam Hoessein schuil te gaan. Hij wordt gearresteerd door de Canadezen en alle nieuwe wetten worden ongegrond verklaard. De biologische ouders van Ike, die ook aanwezig zijn, zijn ontroerd door het doorzettingsvermogen van Kyle en geven Ike de keuze terug te gaan naar Amerika, die hij accepteert.
De jongens hebben Kerstmis echter wel gemist, maar Rick de Mountie vraagt hen kerst op de Canadese manier te vieren, bestaand uit een parade waarbij Saddam Hoessein wordt getoond.

## Culturele verwijzingen
- Stan wil voor kerst een John Elway-pop hebben.
- De episode heeft een musical-achtig thema, en vertoont overeenkomsten met het verhaal van The Wizard of Oz.

## Kenny's dood
- Kenny wordt getroffen door laserstralen uit de ogen van de premier en explodeert daardoor.